# Trap (canção)
Trap é um canção R&B-pop interpretada pelo canotor canadense Henry com a participação dos cantores Taemin do Shinee e Kyuhyun do Super Junior. Foi escolhida como o primeiro single do primeiro EP de mesmo nome de Henry, que foi lançado em 7 de junho de 2013, sob a gravadora SM Entertainment. Foi lançada em coreano, em mandarim e em inglês.

## Produção
A música é composta e arranjada por um grupo de produtores musicais da Europa, incluindo Svante Halldin, Emilh Tigerlantz e Geraldo Sandell. A letra foi escrita por Misfit que também tem contribuído em muitas outras músicas de vários artistas da SM Town. O instrumental de piano foi realizada pelo próprio Henry. A coreografia que acompanha foi criada por Shaun Evaristo que já trabalhou em muitas outras músicas com outros artistas da SM Town, incluindo "Not Over U" da BoA, "From U" do Super Junior e "Go" do Super Junior-M.

## Lançamento
Em 31 de maio de 2013, um teaser do vídeo foi liberado no canal oficial da SM Entertainment no YouTube. Em 5 de junho de 2013 a SM revelou que o lançamento do vídeo da música seria adiado, tempo necessário para a produção de qualidade, citando como a razão para o atraso. Dois dias depois, o vídeo completo da música foi lançado, juntamente com o EP. A canção foi disponibilizada para download digital em vários portais de música, como Naver, Daum e Soribada, na Coreia do Sul no mesmo dia.

## Vídeo musical
O vídeo da música contou com a participação de seus companheiros de gravadora Taemin e Kyuhyun. O vídeo começa com Henry a tocando um piano de cauda e depois sussurrando "I'm trapped (em português: Eu estou preso)", ele junta-se aos dançarinos de fundo em uma coreografia estilo B-boy. O vídeo termina com Henry voltando a tocar piano, mais uma vez.
A versão chinesa do vídeo da música foi lançado em 13 de agosto.

## Promoção
A canção mais tarde foi apresentada como um single promocional em vários programas musicais e de variedades, incluindo Music Bank, Inkigayo, Show! Music Core, M! Countdown e Show Champion. Henry mudou o início da performance usando um piano ou um violino no palco. Henry também fez aparições em programas de rádio, incluindo Super Junior's Kiss The Radio durante o qual ele executou uma versão acústica de "Trap". A canção também foi incluída no setlist da turnê mundial do Super Junior, Super Show 5.

## Desempenho nas paradas
"Trap" foi a faixa mais baixada digitalmente do EP de acordo com o Gaon Weekly Singles Chart, em que atingiu a posição 28.
| Gráfico                        | Melhores posições |
| ------------------------------ | ----------------- |
| Gaon Weekly singles            | 28                |
| Gaon Download Singles chart    | 22                |
| K-Pop Billboard Weekly singles | 18                |